# Конфіне
Конфіне (італ. Confine) — село (італ. curazia) в республіці Сан-Марино. Адміністративно належить до муніципалітету К'єзануова.
Розташоване у східній частині муніципалітету, на кордоні з Італією (звідси й назва — Кордон), муніципалітетами Сан-Лео та Веруккьо. Одне з найпівденніших сіл Сан-Марино.